# Arthur James Balfour
Arthur James Balfour (Whittingehame, 25. srpnja 1848. – Woking, 19. ožujka 1930.), britanski državnik i filozof.
Godine 1917. objavio je poznatu deklaraciju  o tome da se u Palestini stvori nacionalni dom za Židove. Kao filozof zastupa religiozni spiritualizam, iz kojega izvodi sve etičke i estetske vrijednosti.